# Combat d'Haynau
Campagne d'Allemagne
Batailles
Campagne de Russie (1812)
- Liste des batailles
- Mir
- Moguilev
- Ostrovno
- Vitebsk
- Kliastitsy
- Smolensk
- 1re Polotsk
- Valoutina Gora
- Moskova
- Moscou
- Winkowo
- 2e Polotsk
- Maloïaroslavets
- Gorodnia
- Czaśniki
- Viazma
- Smoliani
- Krasnoï
- Bérézina

Campagne d'Allemagne (1813)
- Dantzig
- Lunebourg
- Möckern
- Lützen
- Bautzen
- Reichenbach
- Haynau
- Luckau
- Hoyerswerda
- Lauenbourg
- Goldberg
- Gross Beeren
- Katzbach
- Dresde
- Kulm
- Dennewitz
- Peterswalde
- Liebertwolkwitz
- Leipzig
- Hanau
- Sehested
- Torgau
- Hambourg

Campagne de France (1814)
- Sainte-Croix-en-Plaine
- Besançon
- Mayence
- Metz
- Saint-Avold
- 1re Saint-Dizier
- Brienne
- La Rothière
- Campagne des Six-Jours (Champaubert
- Montmirail
- Château-Thierry
- Vauchamps)
- Mormant
- Montereau
- Bar-sur-Aube
- Saint-Julien
- Laubressel
- Berry-au-Bac
- Craonne
- Coutures
- Laon
- Soissons
- Mâcon
- Reims
- Saint-Georges-de-Reneins
- Limonest
- Arcis-sur-Aube
- Fère-Champenoise
- 2e Saint-Dizier
- Meaux
- Claye
- Villeparisis
- Paris

- Feistritz
- Caldiero (en)
- Trieste
- Mincio

- Hoogstraten (de)
- Anvers
- Berg-op-Zoom
- Courtrai

Le combat d'Haynau se déroule le 26 mai 1813 à Haynau, en Basse-Silésie, et oppose les troupes françaises du général Nicolas-Joseph Maison à la cavalerie prussienne du colonel Florens von Bockum-Dolffs (de). L'affrontement se solde par une victoire des Prussiens qui chargent par surprise les fantassins français et les dispersent.

## Prélude de la bataille
Après la victoire de Napoléon Ier à Bautzen les 20 et 21 mai 1813, les armées alliées battent en retraite, poursuivis par les Français. Le flanc gauche de ces derniers est composé des 5e et 7e corps en tête desquels marche la division du général Maison, appartenant au 5e corps. Devant elle se trouve notamment les troupes prussiennes du feld-maréchal Blücher, qui décide de tendre une embuscade aux Français afin de ralentir leur progression. Il déploie dans ce but ses soldats entre les villes de Haynau et Liegnitz et attend l'arrivée de ses adversaires.

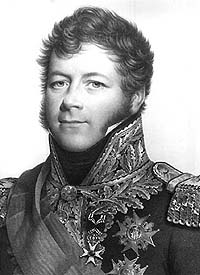
Le général Nicolas-Joseph Maison (1771-1840).
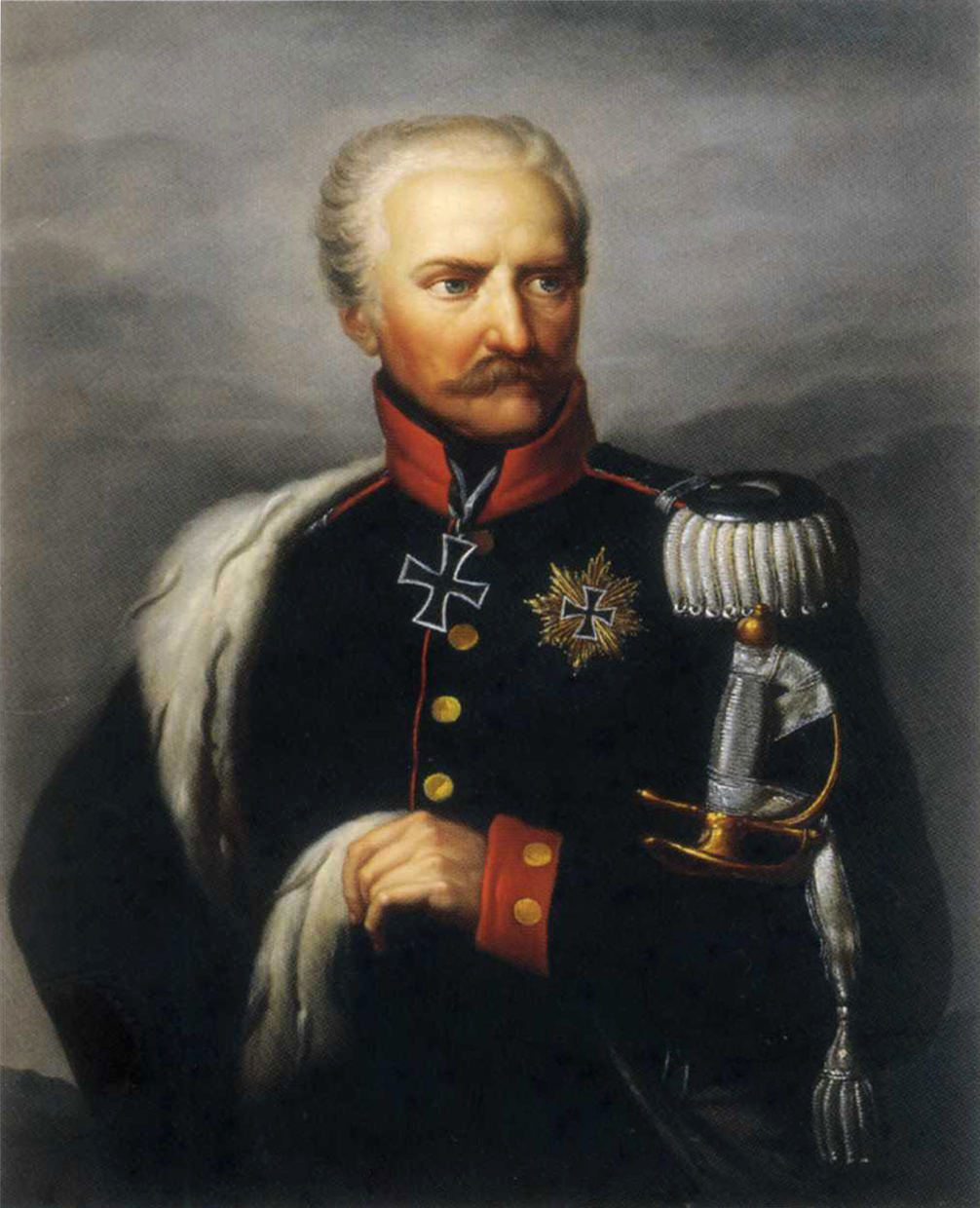
Le feld-maréchal Gebhard Leberecht von Blücher (1742-1819).

## Déroulement

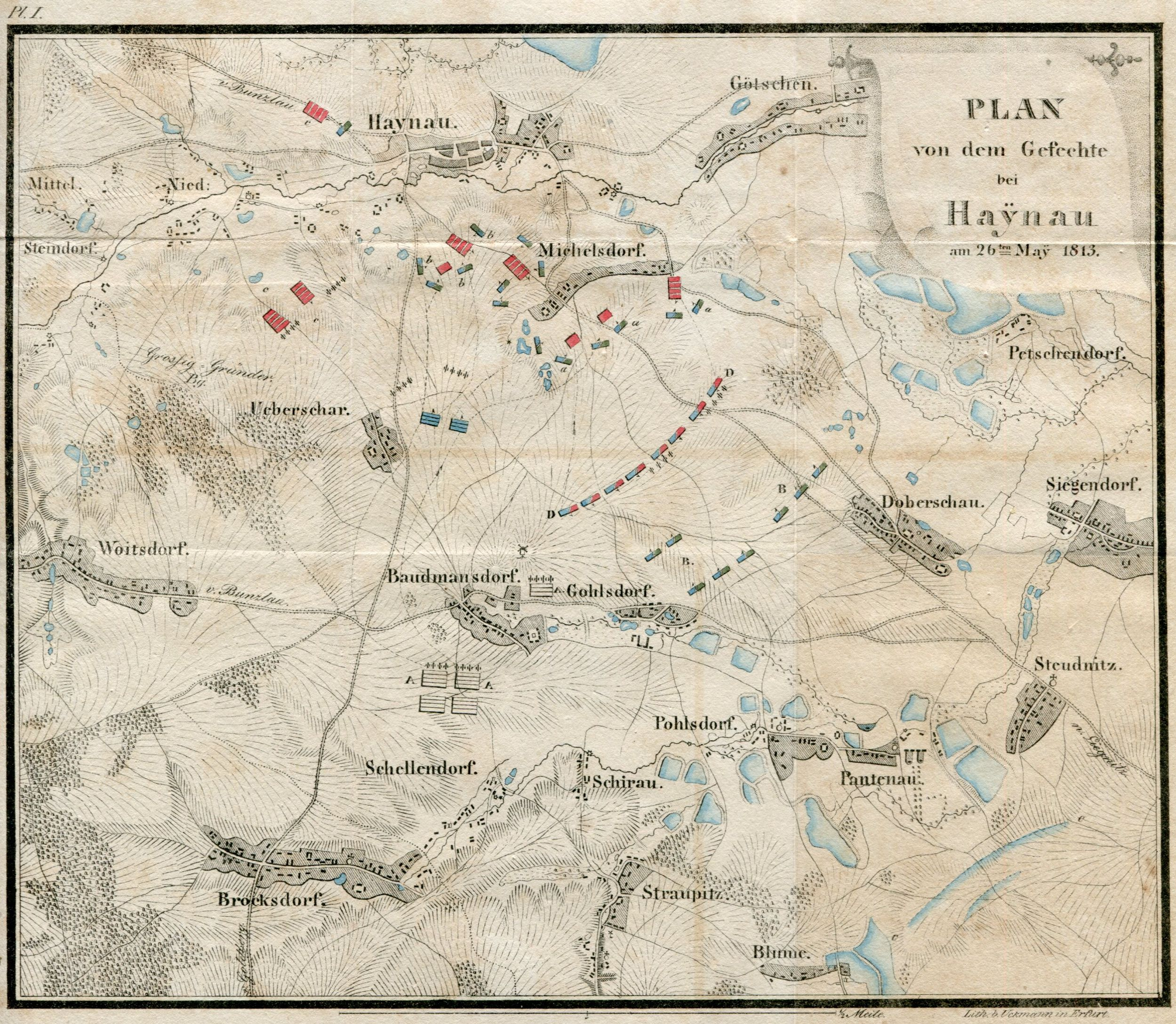
Plan de bataille de Haynau 1813.

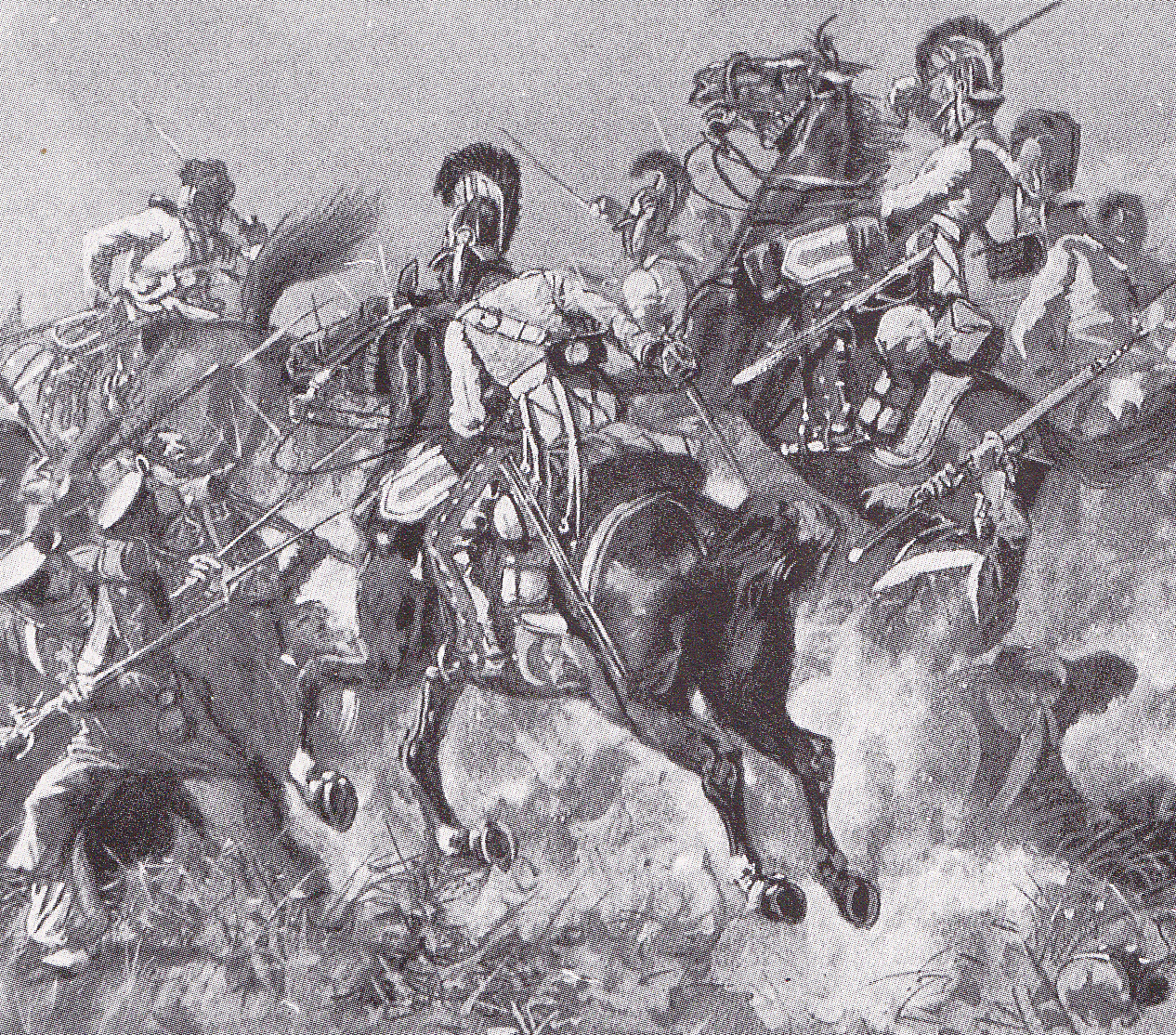
Cette composition de Richard Knötel montre la charge du Ostpreuss-regiment sur les fantassins de la division Maison.

Le 26 mai, la division Maison traverse Haynau lorsqu'elle est attaquée à la sortie de la ville par l'artillerie prussienne. Le colonel von Dolffs, commandant en chef la réserve de cavalerie de Blücher, charge alors les Français avec 3 000 cavaliers. Complètement surpris, le bataillon de tête est enfoncé avant de pouvoir se former en carré ; il est rejeté sur les bataillons qui suivent et y sème la panique. La cavalerie prussienne malmène les fantassins de Maison jusqu'à ce que la division du général Puthod arrive à la rescousse et rallie les fuyards. Reformée, l'infanterie française parvient à repousser les assaillants qui se retirent, laissant derrière eux le corps du colonel von Dolffs, tué au cours de l'action.
Lors de l'engagement, la division du général Maison perd 1 363 tués ou blessés, ainsi que 400 ou 500 prisonniers et 11 pièces d'artillerie. Peter Hofschröer note néanmoins que la plupart des attelages s'étant échappés, seuls cinq canons sont emportés par les vainqueurs. De leur côté, outre la mort du colonel von Dolffs, les Prussiens comptent 20 officiers et 220 cavaliers tués ou blessés (Hofschröer donne 236 pertes).

## Conséquences
Si les soldats du général Maison ont essuyé de lourdes pertes, les Français n'en continuent pas moins leur avance. Le lendemain du combat, ils occupent Liegnitz et le 28 mai, le général Sébastiani entre dans Glogau après avoir capturé la veille un important matériel aux Alliés.